# Manuel Luis Quezón

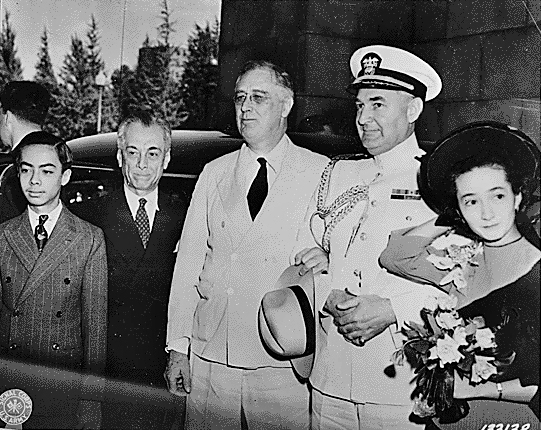
Rebuda del President Franklin Delano Roosevelt a Manuel Luis Quezón i la seua família a la seua arribada a Washington DC

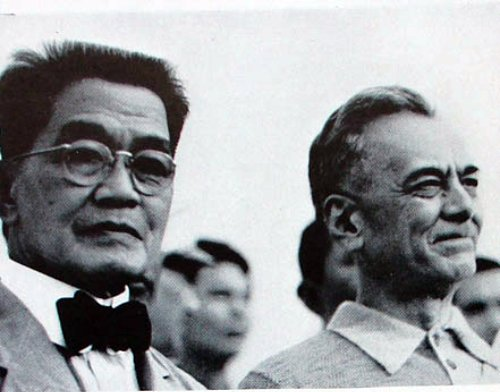
Emilio Aguinaldo (esquerra) i Manuel Luis Quezón (dreta) l'any 1935

Signatura de Manuel Luis Quezón

Manuel Luis Quezón y Molina (Baler, Província d'Aurora, Filipines, 19 d'agost del 1878 - Nova York, 1 d'agost del 1944) fou un polític filipí que, al capdavant del Partit Nacionalista, va assolir la presidència de la Mancomunitat de les Filipines i fou la màxima figura política del seu país durant l'època del domini estatunidenc, morint poc abans de veure complert el seu somni d'un Estat filipí independent.

## Biografia
Després de finalitzar els estudis primaris, es va traslladar a Manila, va obtindre el batxiller en el col·legi San Juan de Letrán de la capital filipina i es va matricular a la Universidad de Santo Tomás per a cursar la carrera de Dret. En esclatar la Guerra filipino-estatunidenca va abandonar els seus estudis per a unir-se a l'exèrcit independentista. Acabat el conflicte, va reprendre la seua formació en lleis i, un cop graduat, va guanyar una plaça de fiscal a l'illa de Mindoro. El 1903 va ésser nomenat per les noves autoritats governador de la seua província natal, per la qual es va presentar i va guanyar l'escó en les primeres eleccions a l'Assemblea filipina (octubre del 1907) en representació del Partit Nacionalista filipí, formació política de la qual fou un dels fundadors.
El 1909 va viatjar a Washington DC després d'ésser designat per l'Assemblea filipina comissionat al Congrés dels Estats Units, càrrec des del qual va redactar un projecte de llei per a la concessió de la independència, l'Acta Jones (va prendre el seu nom de William Atkinson Jones, el congressista a qui Quezón va presentar el projecte). Després de l'aprovació d'aquesta llei (que atorgava més llibertats a les Filipines però no una autonomia total), Quezón va dimitir del càrrec de comissionat i va tornar triomfal a Manila. En les eleccions legislatives d'octubre del 1916 (guanyades de manera contundent pel Partit Nacionalista) va obtindre un escó en el recentment constituït Senat filipí.
A partir de llavors, i al costat d'un altre gran pròcer nacionalista (Sergio Osmeña), Quezón va monopolitzar gairebé del tot la vida política del país recolzant-se en la indiscutida hegemonia electoral del seu partit i el beneplàcit dels Estats Units, raó per la qual es va anar accentuant la rivalitat personal i política entre ambdós dirigents. En realitat, el que estava en joc era qui dels dos polítics lideraria el procés cap a la independència de les Filipines. Finalment, l'aprovació de l'Acta Tydings-McDuffie (1934) va significar el triomf total de Quezón sobre Osmeña, encara que aquest darrer es va assegurar seguir exercint un paper important com el seu probable successor.
Quezón, el 1935, fou elegit president de la recentment constituïda Mancomunitat de les Filipines, càrrec que va ostentar fins a la seua mort. Com a primer dirigent de les Filipines, va tindre entre els seus primers objectius la consolidació de les bases de l'Estat liberal, amb reformes en matèria legal, judicial i educativa; el llançament d'una certa política social per a contrarestar l'ascens de les ideologies d'esquerra; i el reforçament de la seguretat nacional mitjançant un pla de defensa conjunt amb els comandaments estatunidencs.
Amb aquest darrer propòsit fou destacat a l'arxipèlag filipí el general Douglas McArthur, el qual esdevindria el conseller de Quezón en afers militars davant el panorama amenaçador de l'expansió japonesa a l'Extrem Orient i el Pacífic Sud. Després de l'atac del Japó a les illes (desembre del 1941), el president Quezón es va mantindre ferm en el seu propòsit de resistir l'invasor i col·laborar en tot moment amb els Estats Units. Refugiat a l'illa fortificada de Corregidor amb les darreres tropes filipines i nord-americanes, el 17 de març del 1942 va rebre l'ordre d'abandonar-la juntament amb el seu govern i anar-se'n a Austràlia per no haver de caure en mans de l'enemic.
Al maig d'aquell mateix any va arribar als Estats Units amb la missió de situar-se al capdavant del govern filipí a l'exili, instal·lant la seua residència oficial a l'Hotel Shoreham de la capital estatunidenca. En el període de l'exili es van agreujar les seues diferències amb el vicepresident Osmeña amb motiu de la successió en el càrrec presidencial, fins al punt de fer-se necessari l'arbitratge d'una comissió ad hoc de funcionaris filipins per a decidir sobre la qüestió. Finalment, es va arribar a una solució de compromís en virtut de la qual Quezón continuaria exercint el càrrec fins que conclogués la guerra i el país pogués tornar a la normalitat constitucional.
No obstant això, no va arribar a donar-se aquest cas, ja que, des de la seua arribada als Estats Units, el seu delicat estat de salut (a causa de la tuberculosi) no havia fet més que deteriorar-se, obligant-lo a passar llargues temporades en diversos sanatoris, en un dels quals va morir. Al juliol del 1946 les seues restes mortals foren retornades a les Filipines a bord d'un portaavions nord-americà (el USS Princeton (CV-37)) i tot seguit es va celebrar un funeral solemne d'acord amb la categoria d'un cap d'Estat.
Estava casat amb Aurora Aragon i tingué 4 fills.